# Icteralaria
Icteralaria là một chi bướm đêm thuộc phân họ Tortricinae của họ Tortricidae.

## Các loài
- Icteralaria ecuadorica Razowski, 1999
- Icteralaria idiochroma Razowski, 1992
- Icteralaria incusa (Meyrick, 1917)
- Icteralaria paula Razowski & Becker, 2001
- Icteralaria reducta Razowski & Becker, 2001